# Nitobe Inazō
Nitobe Inazō (新渡戸 稲造, Morioka, 1 de setembro de 1862 – Victoria, 15 de outubro de 1933) foi um economista, escritor, educador, diplomata, político e cristão japonês durante o período Meiji.

## Vida precoce
Nitobe nasceu em Morioka, na Província de Mutsu (atual província de Iwate). Seu pai era um retentor para o daimyo local do clã Nambu. Nitobe deixou Morioka de Tóquio em 1871. Tornou a ser herdeiro do tio, Ota Tokitoshi, e adotou o nome de Otto Inazô.

## Carreira estudantil
Nitobe estudou na Universidade de Hokkaido. Ele foi convertido para o Cristianismo sob o forte legado deixado por Dr. William S. Clarke, o primeiro vice-diretor do Colégio. Anos mais tarde a filosofia cristã dos Quakers americanos iria influenciar seu pensamento.
Em 1883, Nitobe  foi introduzido na Universidade Imperial de Tóquio para mais estudos em literatura e economia. Decepcionado com o nível educacional de Tóquio, ele deixou a universidade e foi estudar nos Estados Unidos em busca de oportunidades, tendo estudado com Thomas Woodrow Wilson na Universidade Johns Hopkins.

## Lemas
- O que é importante é tentar desenvolver visões e sabedorias em vez de mero conhecimento, respeito de alguém em vez da aprendizagem e estimular os homens de caráter do que meros talentos.
- Se há algo para ser feito, certamente há a melhor forma de se fazer isto, e esta melhor forma é ambos mais econômica e também mais graciosa.